# Принцесса Озма
Принцесса Озма — один из главных персонажей сказочного цикла о Стране Оз (автор — Лаймен Фрэнк Баум). Верховная правительница этой страны и, по совместительству, могущественная волшебница. Обладает даром бессмертия.

## История Озмы
В различных книгах Баума история Озмы описывается по-разному.
Согласно первой версии, описанной в книге «Чудесная Страна Оз», Озма является пропавшей дочерью бывшего короля страны Оз Пастории, правившего непосредственно перед воцарением в Изумрудном городе Волшебника Оза. Поскольку Волшебник Оз сместил Пасторию незаконно, получается, что и его преемник Страшила не имеет никаких прав на престол, и единственной законной правительницей Страны Оз является Принцесса Озма. Однако судьба и местонахождение Озмы поначалу неизвестны. В результате своеобразного расследования, проведённого героями книги, выясняется, что Волшебник Оз, дабы устранить потенциальную соперницу, отдал Озму (в то время ещё несмышлёную девочку) на воспитание старой колдунье Момби, а та, в свою очередь, чтобы «замести следы», превратила Принцессу в мальчика. Этот мальчик, Типпетариус, более известный под прозвищем Тип, как раз и является главным героем книги, так что его идентификация с Принцессой Озмой в финале сказки становится для него большим сюрпризом. Так или иначе, под руководством доброй феи Глинды старая Момби вынуждена расколдовать Озму, вернув ей истинный облик, после чего Озма становится правительницей всей страны.
В книге «Дороти и Волшебник в стране Оз» предыстория Озмы радикально переписывается. По этой версии и Пастория, и сама Озма родились в плену у Момби, правившей Фиолетовой Страной Гилликинов до изгнания доброй Волшебницей Севера. Волшебник Оз не имел никакого отношения к свержению законной династии, а об Озме узнаёт только от Дороти. Озма же благодарна ему за строительство Изумрудного города, встречает как друга и предлагает поселиться во дворце.
Наконец, по версии, упомянутой вскользь в последующих книгах, биография Озмы уходит в глубь веков, что в общем характерно для Страны Оз, где никто не стареет и не умирает. Также есть версия, по которой Озма являлась одной из фей-создательниц Страны Оз (и таким образом само существование короля Пастории ставится под сомнение).

## Внешность и характер
Озма фигурирует во всех книгах озовского цикла Баума, кроме самой первой. Избавившись от мальчишеского облика во 2-й книге, далее Озма выглядит как юная девочка, чуть старше Дороти (второй наиболее популярной героини цикла). В книге «Железный Дровосек из Страны Оз» сказано, что внешне Озма выглядела на 14-15 лет, хотя в более ранних произведениях она нередко изображается чуть младше. Тем не менее, автор несколько раз подчёркивает, что, несмотря на «детскую» внешность, Озма очень мудра и настоящий возраст её насчитывает много веков или даже тысячелетий.
У Типа характер был не злой, но и особой добротой не выделялся, — он был грубоват, озорничал, но после превращения в Озму характер персонажа резко изменился.
Озма по характеру добра, отзывчива, рассудительна и терпима, однако ей свойственна некоторая величественность и надменность, что, видимо, диктуется её высоким положением и неординарными способностями (не следует забывать, что Озма — ещё и могущественная фея). В остальном же Озма — обычная девочка, которая любит проводить время в весёлой компании своих друзей и подруг. Жители страны Оз (за редчайшим исключением) души не чают в своей юной правительнице. Озма отвечает им взаимностью, заботясь о благосостоянии и счастье своих подданных. Подчас Озме приходится выступать в качестве верховного арбитра для разрешения споров и тяжб жителей Оз.
В последних книгах Баума о стране ОЗ Озма устанавливает в ней устройство, напоминающее тоталитарное общество из антиутопии. Недовольным жителям промывают мозги с помощью специальной воды. Озма полностью запрещает использование магии всем за исключением себя и нескольких избранных лиц, а за ее использование даже в личных целях наказывает — переписывает личности своих жертв. При этом сам Баум, подобно Томасу Мору и другим творцам утопий, считает такое устройство общества хорошим.

## Озма в книгах других авторов
В книгах других «канонических» «летописцев» Страны Оз, пришедших на смену Бауму (Рут Пламли Томпсон, Джон Нил, Джек Сноу  и др.), Принцесса Озма также фигурирует в роли юной девочки-правительницы. А вот в русской версии Страны Оз, созданной А. М. Волковым, Озме места не нашлось — там пост Правителя Изумрудного города (и фактически негласного лидера всей страны) сохраняет за собой Страшила. У С. Сухинова Элли совмещает черты Дороти и Озмы.